# Camino Natural Santander-Mediterráneo

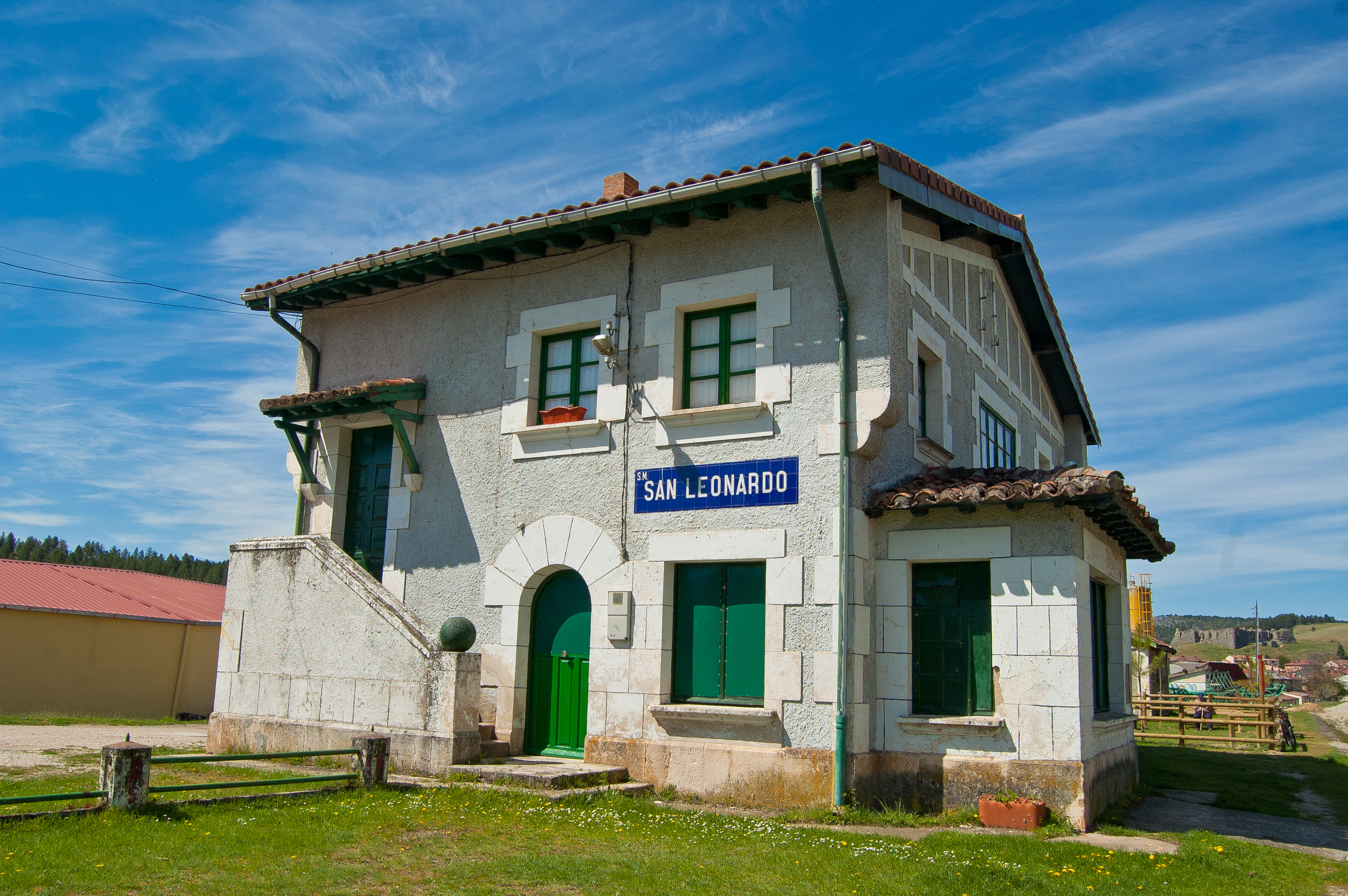
Antigua estación de San Leonardo de Yagüe

El Camino Natural Santander-Mediterráneo es un itinerario perteneciente a la Red de Caminos Naturales de España, un proyecto desarrollado por el Ministerio de Agricultura, Pesca y Alimentación (MAPA), que se encarga de la recuperación de antiguas infraestructuras relacionadas con el transporte y la comunicación, que actualmente se encuentran en desuso o en estado de abandono, para su uso senderista y ciclista.
Este Camino Natural surge con el reacondicionamiento del trazado de la antigua línea de ferrocarril Santander-Mediterráneo, que pretendió unir la ciudad de Santander con el litoral mediterráneo en Sagunto. Aunque la línea nunca llegó a estar plenamente operativa, siendo clausurada en el año 1985.

## Localización
Este itinerario atraviesa las comunidades autónomas de Cantabria, Castilla y León, Aragón y Comunidad Valenciana, más concretamente las provincias de Cantabria, Burgos, Soria, Zaragoza, Teruel, Castellón y Valencia.
El recorrido cruza gran parte de la península, desde el noroeste peninsular hasta la costa mediterránea, y, actualmente, cuenta con más de 530 km habilitados, los cuales se dividen en 22 tramos o etapas y un ramal adicional. Aunque se prevé la próxima anexión de otros 5 tramos más.

## Historia
El ferrocarril Santander-Mediterráneo, también conocido como la línea Calatayud-Ciudad Dosante, fue un proyecto ferroviario español, de comienzos del siglo XX, que nunca se llegó a terminar.

### Antecedentes

#### El proyecto del Ferrocarril del Meridiano

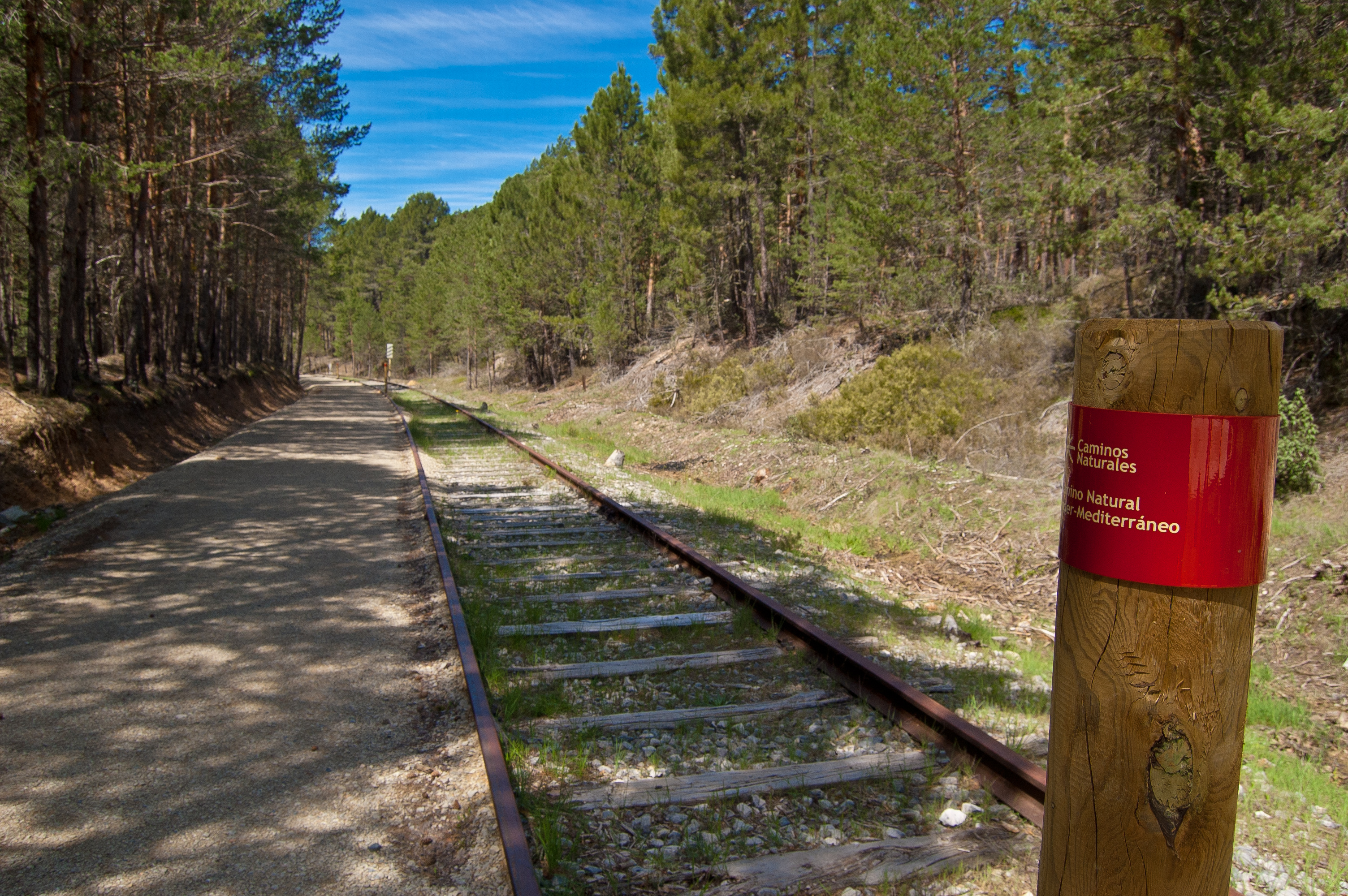
Primer tramo de vía férrea conservado

A finales del siglo XIX surge la idea de conectar Santander con los puertos mediterráneos mediante el Ferrocarril del Meridiano, proyecto iniciado en 1879. Este trazado ferroviario, propuesto por los ingenieros Emilio Riera y Antonio María Coll y Puig, buscaba enlazar Santander, Burgos y Madrid para facilitar la exportación de productos cántabros y evitar las tarifas abusivas de la Compañía de los Caminos de Hierro del Norte de España (CCHNE). Sin embargo, la gran magnitud de la obra llevó al abandono del proyecto, que contemplaba un recorrido de 414 km a través de varias localidades.

#### El proyecto del Ferrocarril Santander-Burgos
Unos años más tarde, se retoma la idea del Ferrocarril del Meridiano de forma menos ambiciosa, con un trazado Santander-Burgos. Este proyecto, redactado por el ingeniero Rafael Martín en 1893, buscaba enlazar las ciudades de Santander, Burgos y Madrid como alternativa al ferrocarril Santander-Alar del Rey. En 1902, se abre al tráfico comercial con una longitud de 35 km, conectando las localidades de El Astillero y Ontaneda a través de los valles de Villaescusa, Cayón, Pénagos, Pisueña y Toranzo, razón por la cual se le conoce como el Ferrocarril Astillero-Ontaneda.

#### El Ferrocarril minero de Ojos Negros
Paralelamente la Compañía Minera de Sierra Menera (CMSM), fundada en 1900, emprende en 1903 la construcción de un ferrocarril que conectase las ricas minas de hierro de Ojos Negros, en Teruel, con el puerto marítimo de Sagunto (Valencia).
El planteamiento de este proyecto surge a causa de las elevadas tarifas impuestas por la Compañía del Ferrocarril Central de Aragón (CA) a la vía, ya existente, que conectaba las minas y el puerto. Ante varias y fallidas negociaciones la CMSM decide construir su propia línea ferroviaria, ubicada a tan solo 15 km de la vía propiedad de la CA, y cuyo recorrido acabaría siendo paralelo a la misma.
El proyecto corrió a cargo del ingeniero Antonio Aburto y se convirtió en la obra de ingeniería civil más importante de la época. Con un presupuesto de 25 millones de pesetas la vía contó con una extensión total de 204 km (117 km en Teruel, 62 km en Castellón y 25 km en Valencia), contó además con un total de 19 estaciones y brigadas de mantenimiento cada 10 km.
La línea fue inaugurada en julio de 1907, logrando una gran rentabilidad económica que se mantuvo hasta su clausura en 1972, año en el cual Renfe se hizo con la propiedad de la vía y sus instalaciones.

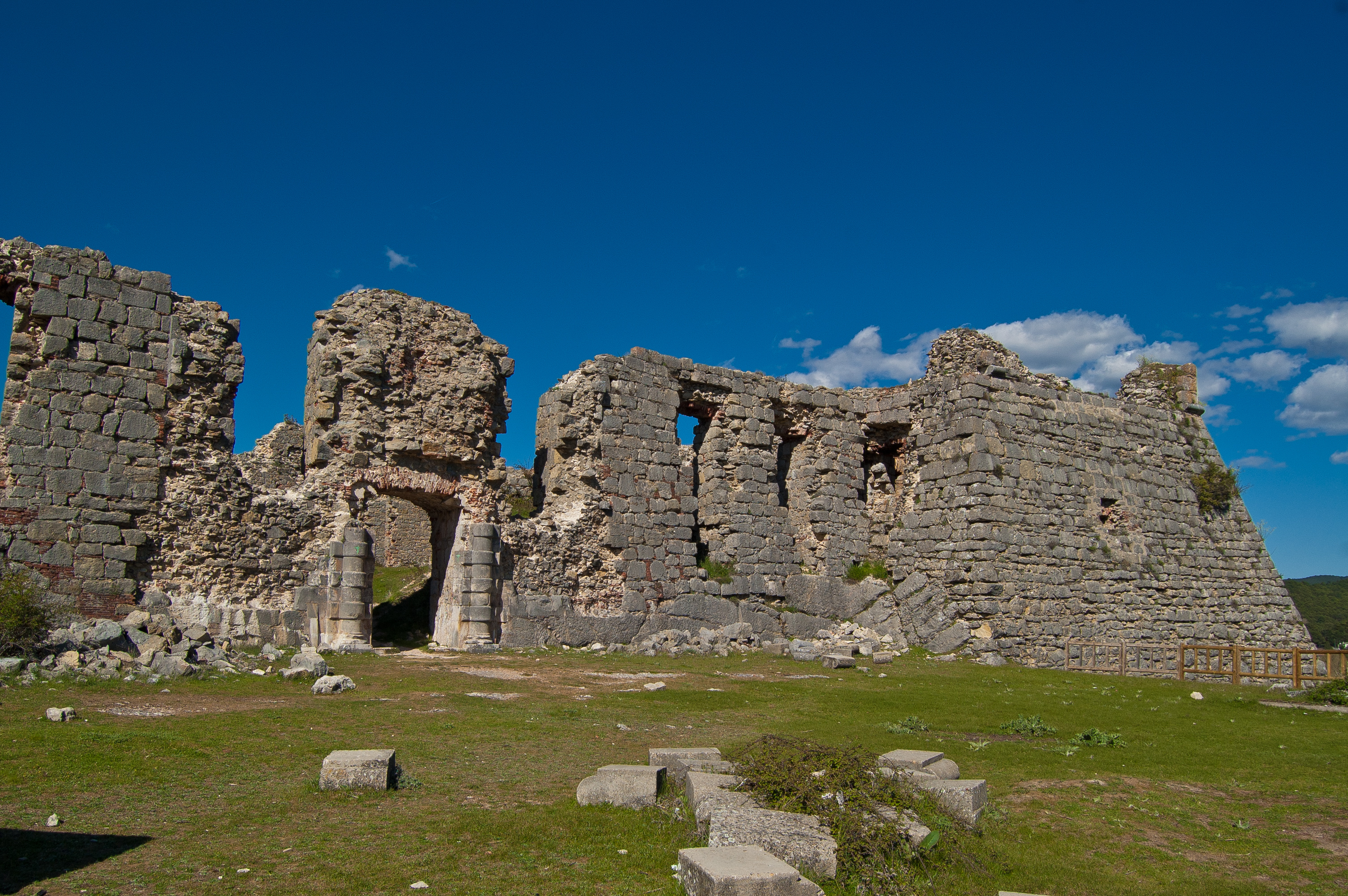
Castillo abaluartado de Juan Manrique de Lara

#### El proyecto Santander-Mediterráneo
Ante el estancamiento de proyectos anteriores, las diputaciones provinciales de Santander, Burgos, Soria y Zaragoza propusieron la creación del Ferrocarril Santander-Mediterráneo para unir los litorales Mediterráneo y Cantábrico. Iniciado en 1910 por el ingeniero Ramón de Aguinaga y Arrechea, las obras fueron aplazadas por la Primera Guerra Mundial.
Tras el conflicto bélico quedó demostrada la importancia militar del ferrocarril, razón por la cual el Ministerio de la Guerra insistió en la modificación y reanudación del proyecto. Por lo que en 1920 el ingeniero de caminos Ramón de Aguinaga y Arrechea, junto a su hijo José de Aguinaga y Keller, elaboraron un nuevo trazado.
La concesión de este proyecto fue otorgada en 1924 a las diputaciones interesadas: Burgos, Soria, Zaragoza y Santander. Aunque posteriormente se transfirió a la Compañía del Ferrocarril de Santander al Mediterráneo.
Los trabajos de construcción de la línea fueron acometidos en seis tramos entre los años 1925 y 1930:
- Desde Calatayud-Ribota a Soria-Cañuelo: un tramo de 96 km (octubre de 1929).
- Desde Soria-Cañuelo a Cabezón de la Sierra: un tramo de casi 83 km (enero de 1929).
- Desde Cabezón de la Sierra a Burgos-San Zoles: un tramo de 72 km (agosto de 1927).
- Desde Burgos-San Zoles a Peñahorada: un tramo de 22 km (agosto de 1928).
- Desde Peñahorada a Trespaderme: un tramo de 48 km (noviembre de 1929).
- Y desde Trespaderme a Cidad-Dosante: un tramo de 44 km (noviembre de 1930).
En total el recorrido abarcaba unos 367 km, pero quedaron sin construir otros 63 km que formaban parte del tramo entre Santelices y Boo.
Este último tramo pretendía atravesar la Cordillera Cantábrica mediante la construcción de 32 túneles. Las obras fueron retomadas en 1941, durando más de 17 años, pero tan solo consiguieron realizarse cinco túneles, entre los cuales destaca el Túnel de La Engaña (6.976 m).
Tras la Guerra Civil Española el régimen franquista intentó finalizar este proyecto. Sin embargo, en 1959, todas las obras quedaron paralizadas y nunca se llegó a completar el trazado original.
La línea Santander-Mediterráneo estuvo operativa desde el año 1930. Durante todo ese periodo la explotación de esta infraestructura ferroviaria fue deficitaria, lo que explica el cierre de la línea en enero de 1985. Aunque se mantuvieron en servicio pequeños tramos, de carácter local, como el ramal de acceso al polígono industrial de Villalonquéjar o la conexión entre las estaciones de Soria y Cañuelo.
En la actualidad se está llevando a cabo trabajos de reacondicionamiento de este antiguo trazado ferroviario, con el objetivo de convertirlo en una ruta senderista y cicloturista, como parte de la Red de Caminos Naturales de España.

## Descripción por tramos

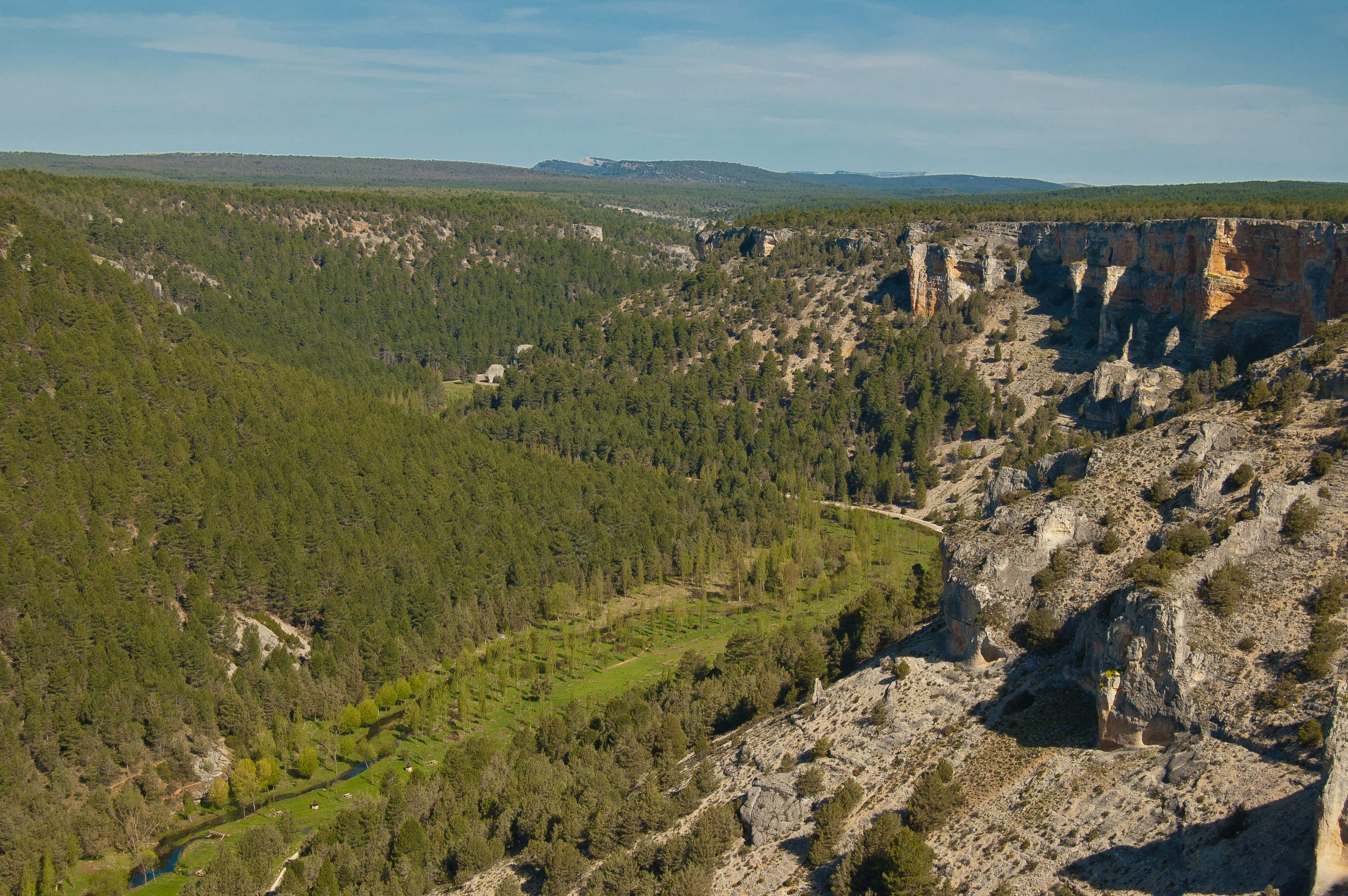
Parque Natural del Cañón del Río Lobos

### Tramos habilitados
Los tramos acondicionados hasta el momento son los siguientes (debido a los actuales trabajos de reacondicionamiento, el Camino Natural se encuentra en constante periodo de retramificación, por lo que las etapas y tramos pueden cambiar ligeramente):

#### Tramo entre Cidad-Dosante y Medina de Pomar
Este tramo de 28,9 km inicia en la antigua estación de Cidad-Dosante, recorriendo el norte de la provincia de Burgos hasta finalizar en la localidad de Medina de Pomar. 

#### Ramal Santelices - Túnel de la Engaña
Este pequeño ramal, de 6,77 km, inicia en el Túnel de la Engaña, una impresionante estructura de más de 6.000 m de longitud que fue antaño uno de los túneles más largos de España.
La etapa comienza concretamente en las inmediaciones del antiguo poblado burgalés de Portolés y discurre entre las provincias de Burgos y Cantabria, recorriendo la comarca de Las Merindades, hasta acabar en Santelices.
A lo largo de sus casi 7 km el itinerario discurre entre robles, pinos, espineras, chopos, acacias y alisos. Un paisaje mediterráneo que contrastan con la sierra de caliza y los prados cántabros.

#### Tramo entre Medina de Pomar y Oña
Este tramo de 25 km inicia en la antigua estación de Medina de Pomar y finaliza en la estación de Oña. Ambas localidades se encuentran unidas por varios ríos, entre ellos el río Trueba, el río Nela y el río Ebro.
A lo largo del recorrido destacan los campos de cerezos, que se entremezclan con campos de cultivo dedicados al cereal de secano, bosques de ribera, bosques de encinas o bosques de castaños de indias.

#### Tramo entre Oña y Quintanarruz
Este tramo de 27,9 km inicia en la villa burgalesa de Oña y finaliza en la población de Quintanarruz.
A lo largo de esta etapa se puede disfrutar tanto de un impresionante patrimonio arquitectónico, con ejemplos como el Monasterio de San Salvador en Oña, como del patrimonio natural de la Comarca de La Bureba. Este último enmarcado por el Parque Natural Montes Obarenes-San Zadornil, las Riberas del río Oca o el Valle de Las Navas, en el cual se enmarca el río Homino que acompañará al viajero durante todo el recorrido. 

#### Tramo entre Quintanarruz y Burgos
Este tramo de 31,40 km inicia en la localidad de Quintanarruz, en el valle del río Homino, y finaliza en la capital burgalesa.

#### Tramo entre Burgos y Modúbar de la Emparedada
Este tramo de 13,45 km inicia en la ciudad de Burgos y finaliza en Modúbar de la Emparedada, a escasos kilómetros de Cojóbar.
En esta etapa el itinerario atraviesa la capital burgalesa, la cual destaca por su gran patrimonio arquitectónico y cultural, entre ellos la catedral de Burgos, declarada Patrimonio de la Humanidad por la UNESCO en 1984.
A lo largo del recorrido el camino está flanqueado por cultivos cerealistas, entremezclándose con formaciones de matorral mediterráneo plagadas de plantas aromáticas.

#### Tramo entre Modúbar de la Emparedada y Cascajares de la Sierra
Este tramo de 36,87 km inicia en Modúbar de la Emparedada y finaliza en la antigua estación de Cascajares de la Sierra.
Esta etapa destaca por diversos yacimientos arqueológicos y por la constante presencia del río Arlanza. Razón por la cual el recorrido se encuentra dominado por vegetación de ribera destacando álamos blancos y chopos.

#### Tramo entre Hontoria del Pinar y San Leonardo de Yagüe

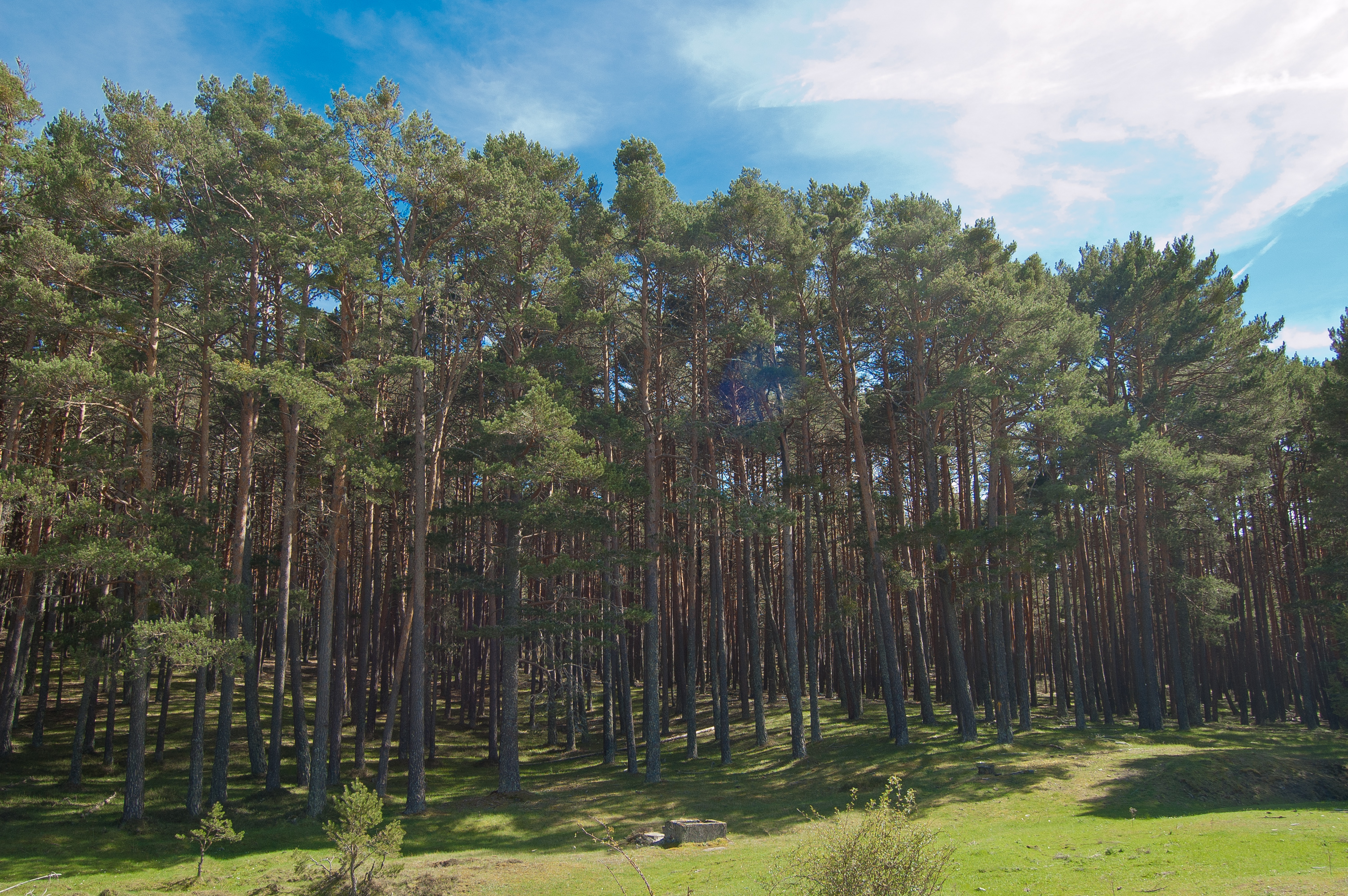
Pinar de pino silvestre

Este tramo de 9,27 km inicia en la localidad de Hontoria del Pinar y atraviesa las provincias de Burgos y Soria, hasta llegar a San Leonardo de Yagüe.
El avance por este corto tramo permite disfrutar de las primeras estribaciones del Parque Natural del Cañón del río Lobos.
A lo largo de este recorrido se entremezclan extensos bosques de pino silvestre, bosques de melojos y, una vez se llega al Parque Natural podemos vislumbrar bosques de ribera poblados por álamos y sauces.
Además, en los impresionantes cañones y cortados del Parque Natural se pueden observar grupos de buitres leonados.

#### Tramo entre San Leonardo de Yagüe y Abejar

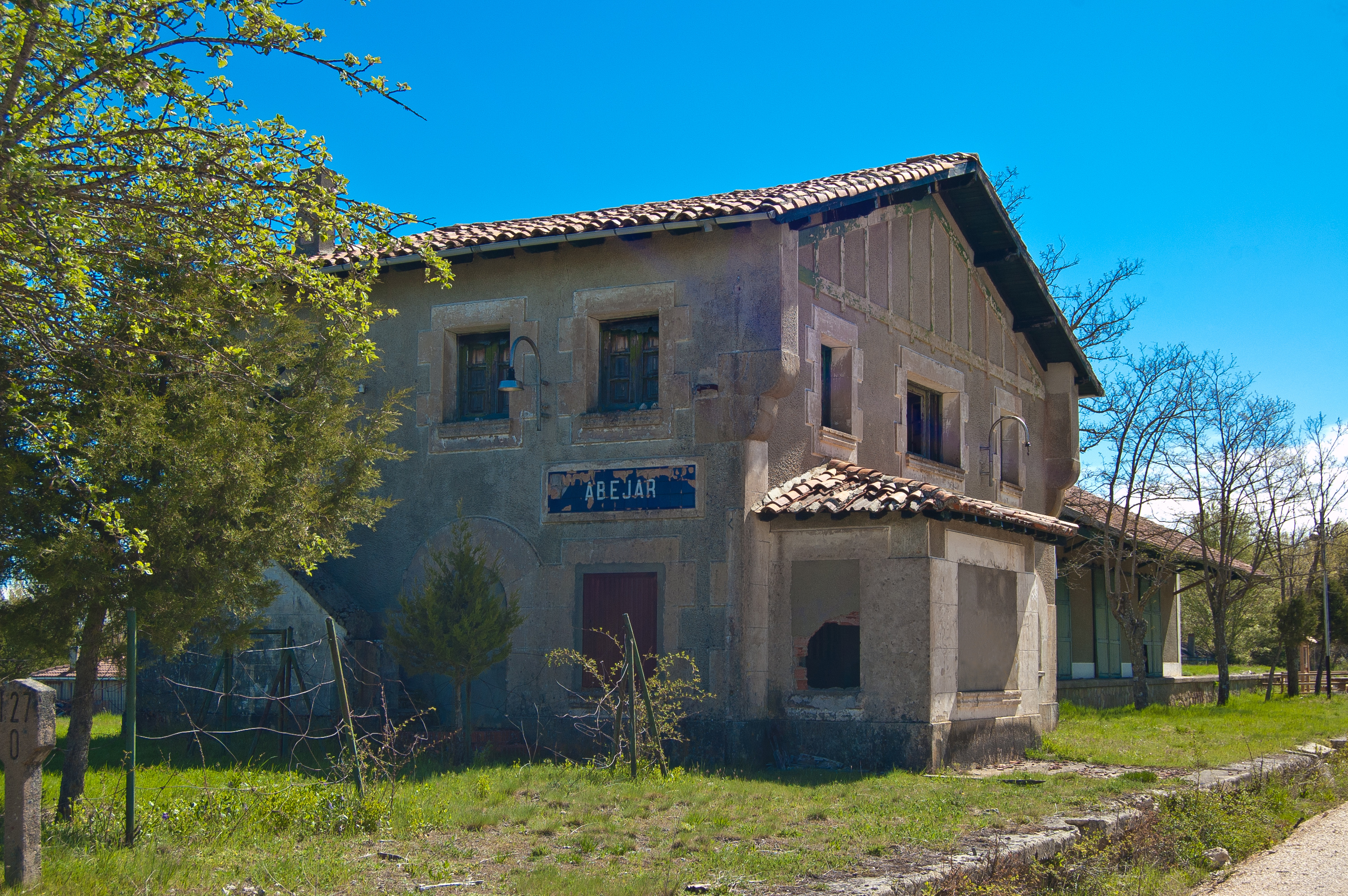
Antigua estación de Abejar

Este tramo de 26,71 km inicia en la antigua estación de San Leonardo de Yagüe y termina en la antigua estación de Abejar.
A lo largo del recorrido se observan bosques de pino silvestre, entre los que destaca el Pinar Grande. Estas extensas formaciones arbóreas convierten a la comarca de Pinares en una de las comarcas con mayor tradición forestal del país.

#### Tramo entre Abejar y Soria
Este tramo de 30,58 km inicia en antigua estación de Abejar y finaliza en la localidad soriana de Golmayo, discurriendo el itinerario de forma paralelo a la Sierra de Cabrejas. Falta por habilitar el tramo urbano de la localidad de Soria.
A lo largo del camino se pueden encontrar increíbles parajes naturales como: la Dehesa Robledal, poblada de robles y en menor medida el pino silvestre; los sabinares de Sierra de Cabrejas, espacio incluido en la Red Natura 2000 como Zona Especial de Conservación (ZEC); o la Dehesa de Golmayo.

#### Tramo entre Soria (Polígono de Valcorba) y Cabrejas del Campo
Este tramo de 16,56 km inicia en la capital soriana, en el conocido como Polígono de Valcorba, y finaliza Cabrejas del Campo. Falta por habilitar el tramo urbano de la localidad de Soria.
El recorrido se adentra en la comarca de los campos de Gómara, moldeada por las sierras de Aleza y del Costanazo. Destacan extensos campos de cultivo, dedicados al cereal de secano, y el Complejo Lagunar del Campo de Gómara. Unas pequeñas lagunas con gran diversidad de faunística, especialmente de aves como la grulla.

#### Tramo entre Cabrejas del Campo y Ciria
Este tramo de 26,98 km inicia en la localidad soriana de Cabrejas del Campo y finaliza en Ciria, en las inmediaciones de la sierra de la Vigornia, cerca del límite provincial con Zaragoza.

#### Tramo del término municipal de Calatayud
Este tramo de 13,28 km recorre el término municipal de Calatayud, desde su límite provincial con Torralba de Ribota hasta el linde con Paracuellos.
Destaca el patrimonio cultural de origen romano y musulmán presente en la localidad, así como la fértil vega del río Jiloca, plagada de campos de frutales.

#### Tramo entre Fuentes de Jiloca (Túnel de Murero) y Daroca
Este tramo de 10,28 km inicia en Murero, en las inmediaciones del conocido como túnel de Murero, y finaliza en la localidad de Daroca. Falta por habilitar el tramo desde Fuentes de Jiloca a Murero.
Destaca el Yacimiento Paleontológico de Murero, declarado Bien de Interés Cultural. Así como el patrimonio arquitectónico y las murallas de Daroca.
A lo largo del recorrido encontramos viñedos, almendros, cerezos y bosques de ribera poblados de chopos.

#### Tramo entre Daroca y Calamocha
Este tramo de 24,60 km inicia en la antigua estación de Daroca y finaliza en Calamocha, uniendo las provincias de Zaragoza y Teruel.
A lo largo del recorrido se alternan campos de cultivo de cereal con bosques de ribera.

#### Tramo entre Calamocha y Ojos Negros (Minas de Sierra Menera)
Este tramo de 37,81 km inicia en la antigua estación de Calamocha y conecta con el ferrocarril minero de Ojos Negros, finalizando en las Minas de Sierra Menera.
A lo largo de todo el recorrido se pueden vislumbrar vestigios e infraestructuras que forman parte del patrimonio industrial de la zona, ligado a la extracción de hierro.

#### Tramo Ojos Negros (Minas de Sierra Menera) a Santa Eulalia
Este tramo de 14,79 km inicia en las Minas de Sierra Menera y finaliza en la localidad de Peracense, recorriendo los antiguos barrios mineros. Falta por habilitar el tramo desde Peracense a Santa Eulalia.

#### Tramo entre Santa Eulalia y Teruel
Este tramo de 32,11 km inicia en Santa Eulalia y finaliza en la capital provincial de Teruel, declarada Patrimonio de la Humanidad.
A lo largo de las vegas del río Jiloca se intercalan cultivos de cereal con plantaciones de chopos, pinares y sabinares.

#### Tramo entre Teruel y La Puebla de Valverde
Este tramo de 27,99 km inicia en la capital provincial y finaliza en La Puebla de Valverde.
A lo largo del recorrido se observan extensos terrenos forestales, como los pinares de la Hoya de Teruel, entremezclados con encinas, enebros y sabinas.

#### Tramo entre La Puebla de Valverde y Albentosa
Este tramo de 22,28 km inicia en la localidad de La Puebla de Valverde y finaliza en Albentosa, atravesando la comarca Gúdar-Javalambre.
A lo largo del recorrido se suceden campos de cultivo de secano, almendros y antiguas masías. Destacan, además, encinares y plantaciones para el aprovechamiento de la trufa negra.

#### Tramo entre Albentosa y Barracas
Este tramo de 16,80 km inicia en la localidad de Albentosa y finaliza en Barracas, uniendo las provincias de Teruel y Castellón. 

#### Tramo entre Barracas y Caudiel
Este tramo de 24,34 km inicia en la localidad de Barracas y finaliza en Caudiel.
A lo largo del recorrido se alternan pinares de pino carrasco y campos de almendros. Además, en las inmediaciones del Camino Natural se encuentra el Parque Natural Sierra Espadà.

#### Tramo entre Caudiel y Altura
Este tramo de 18 km inicia en la localidad de Cuadiel y finaliza en Altura.
Transcurre por la zona central de la comarca del Alto Palancia, pasando por Jérica y Navajas. Destaca el patrimonio natural, del LIC Curs mitjà del riu Palància y el Paraje Natural Municipal La Esperanza. Cuenta con 5 túneles, y los viaductos del Cascajar y del Río Palancia, además del Puente de Mataburros.

#### Tramo entre Altura y Algimia d'Alfara
Este tramo de 21 km inicia en la localidad de Altura y finaliza en Algimia d'Alfara.
Supone el final de la provincia de Castellón y la entrada a la provincia de Valencia, por la pintoresca comarca del Camp de Morvedre. Son los últimos pasos del antiguo ferrocarril minero que viajaba cargado de mineral de hierro hasta los altos hornos de Puerto de Sagunto.

### Tramos próximos
Por otro lado, aún se encuentran en ejecución los siguientes tramos:
- Tramo entre Cascajares de la Sierra y Hontoria del Pilar: próximamente.
- Tramo entre Ciria y Villarroya de la Sierra: próximamente.
- Tramo entre Villarroya de la Sierra y Calatayud: próximamente.
- Tramo entre Calatayud y Fuentes de Jiloca: próximamente.